# Abbie Cox
Pour les articles homonymes, voir Cox.
Albert Edward Cox (né le 19 juillet 1904 à London, dans la province de l'Ontario au Canada — mort le 19 mai 1985) est joueur professionnel canadien de hockey sur glace qui évoluait au poste de gardien de but.

## Carrière
Il a débuté en 1926-1927 sa carrière professionnelle sous le maillot des Indians de Springfield de la Canadian-American Hockey League. Il joue deux saisons avec les Indians de la Can-Am puis rejoint les Bulldogs de Windsor de la Canadian Professional Hockey League en 1928-1929 avant de faire ses débuts sous le maillot des Maroons de Montréal dans la Ligue nationale de hockey pour la saison 1929-1930. Il ne joue qu'un seul match, James « Flat » Walsh et Clint Benedict étant les deux gardiens titulaires de l'équipe.
Par la suite, il joue dans plusieurs équipes d'Amérique du Nord sans jamais réussir à s'imposer en tant que gardien numéro un. Il joue, entre autres, avec les Americans de New York, les Red Wings de Détroit et les Canadiens de Montréal pour un total de 5 matchs joués dans la LNH en 13 saisons. Il met fin à sa carrière fin 1937.

## Statistiques
| Saison     | Équipe                       | Ligue      |    | Saison régulière | Saison régulière | Saison régulière | Saison régulière | Saison régulière | Saison régulière | Saison régulière | Saison régulière | Saison régulière | Saison régulière |   | Séries éliminatoires | Séries éliminatoires | Séries éliminatoires | Séries éliminatoires | Séries éliminatoires | Séries éliminatoires | Séries éliminatoires | Séries éliminatoires | Séries éliminatoires |
| Saison     | Équipe                       | Ligue      | PJ | V                | D                | Pr/N             | Min              | BC               | Moy              | % Arr            | Bl               | Pun              | PJ               | V | D                    | Min                  | BC                   | Moy                  | % Arr                | Bl                   | Pun                  |                      |                      |
| 1921-1922  | Munitions d'Ottawa           | OCHL       | 12 | 4                | 7                | 2                | 720              | 42               | 3,5              | --               | 1                |                  | 2                | 0 | 2                    | 120                  | 11                   | 5,5                  | --                   | 0                    | 0                    |                      |                      |
| 1922-1923  | Papermakers d'Iroquois Falls | AHJNO      |    |                  |                  |                  |                  |                  |                  |                  |                  |                  |                  |   |                      |                      |                      |                      |                      |                      |                      |                      |                      |
| 1923-1924  | Bears de New Haven           | USAHA      | 12 | 6                | 6                | 0                | 730              | 21               | 1,73             | --               | 2                | 0                |                  |   |                      |                      |                      |                      |                      |                      |                      |                      |                      |
| 1924-1925  | Maples de Boston             | USAHA      | 21 | 6                | 15               | 0                | 995              | 58               | 2,21             | --               | 0                | 0                |                  |   |                      |                      |                      |                      |                      |                      |                      |                      |                      |
| 1925-1926  | Knickerbockers de New York   | USAHA      |    |                  |                  |                  |                  |                  |                  |                  |                  |                  |                  |   |                      |                      |                      |                      |                      |                      |                      |                      |                      |
| 1926-1927  | Indians de Springfield       | Can-Am     | 31 | 14               | 12               | 5                | 1 950            | 51               | 1,57             | --               | 6                | 0                | 6                | 3 | 1                    | 360                  | 6                    | 1                    | --                   | 2                    | 0                    |                      |                      |
| 1927-1928  | Indians de Springfield       | Can-Am     | 40 | 24               | 13               | 3                | 2 450            | 71               | 1,74             | --               | 12               | 0                | 4                | 2 | 2                    | 240                  | 7                    | 1,75                 | --                   | 1                    | 0                    |                      |                      |
| 1928-1929  | Bulldogs de Windsor          | Can-Am     | 34 | 22               | 9                | 3                | 2 100            | 64               | 1,83             | --               | 7                | 0                | 8                | 5 | 3                    | 530                  | 7                    | 0,79                 | --                   | 3                    | 0                    |                      |                      |
| 1929-1930  | Bulldogs de Windsor          | LIH        | 41 | 20               | 13               | 8                | 2 440            | 89               | 2,19             | --               | 3                | 0                |                  |   |                      |                      |                      |                      |                      |                      |                      |                      |                      |
| 1929-1930  | Maroons de Montréal          | LNH        | 1  | 1                | 0                | 0                | 60               | 2                | 2                | --               | 0                | 0                |                  |   |                      |                      |                      |                      |                      |                      |                      |                      |                      |
| 1930-1931  | Bulldogs de Windsor          | LIH        | 1  | 0                | 0                | 1                | 70               | 4                | 3,43             | --               | 0                | 0                |                  |   |                      |                      |                      |                      |                      |                      |                      |                      |                      |
| 1930-1931  | Olympics de Détroit          | LIH        | 39 | 19               | 11               | 9                | 2 470            | 78               | 1,89             | --               | 8                | 0                | 6                | 0 | 6                    | 370                  | 19                   | 3,08                 | --                   | 0                    | 0                    |                      |                      |
| 1931-1932  | Yellowjackets de Pittsburgh  | LIH        | 31 | 12               | 13               | 5                | 1 930            | 84               | 2,61             | --               | 5                | 0                |                  |   |                      |                      |                      |                      |                      |                      |                      |                      |                      |
| 1932-1933  | Olympics de Détroit          | LIH        | 13 |                  |                  |                  | 780              | 51               | 3,92             | --               | 2                | 0                |                  |   |                      |                      |                      |                      |                      |                      |                      |                      |                      |
| 1932-1933  | Bulldogs de Windsor          | LIH        | 2  | 2                | 0                | 0                | 120              | 2                | 2                | --               | 0                | 0                |                  |   |                      |                      |                      |                      |                      |                      |                      |                      |                      |
| 1933-1934  | Olympics de Détroit          | LIH        | 38 |                  |                  |                  | 2 280            | 80               | 2,11             | --               | 5                | 0                | 6                | 3 | 3                    | 360                  | 17                   | 2,83                 | --                   | 0                    | 0                    |                      |                      |
| 1933-1934  | Americans de New York        | LNH        | 1  | 0                | 1                | 0                | 24               | 3                | 7,5              | --               | 0                | 0                |                  |   |                      |                      |                      |                      |                      |                      |                      |                      |                      |
| 1933-1934  | Red Wings de Détroit         | LNH        | 2  | 0                | 0                | 1                | 109              | 5                | 2,75             | --               | 0                | 0                |                  |   |                      |                      |                      |                      |                      |                      |                      |                      |                      |
| 1933-1934  | Falcons de Cleveland         | LIH        | 1  | 0                | 1                | 0                | 60               | 4                | 4                | --               | 0                | 0                |                  |   |                      |                      |                      |                      |                      |                      |                      |                      |                      |
| 1934-1935  | Castors de Québec            | Can-Am     | 43 | 19               | 18               | 6                | 2 660            | 114              | 2,57             | --               | 5                | 0                | 3                | 1 | 2                    | 180                  | 6                    | 2                    | --                   | 1                    | 0                    |                      |                      |
| 1935-1936  | Indians de Springfield       | Can-Am     | 38 | 15               | 20               | 3                | 2 320            | 129              | 3,34             | --               | 6                | 0                |                  |   |                      |                      |                      |                      |                      |                      |                      |                      |                      |
| 1935-1936  | Canadiens de Montréal        | LNH        | 1  | 0                | 0                | 1                | 70               | 1                | 0,86             | --               | 0                | 0                |                  |   |                      |                      |                      |                      |                      |                      |                      |                      |                      |
| 1935-1936  | Ramblers de Philadelphie     | Can-Am     | 1  |                  |                  |                  | 60               | 4                | 4                | --               | 0                | 0                |                  |   |                      |                      |                      |                      |                      |                      |                      |                      |                      |
| 1936-1937  | Greyhounds de Kansas City    | AHA        | 10 | 0                | 8                | 2                | 646              | 31               | 2,88             | --               | 0                | 0                |                  |   |                      |                      |                      |                      |                      |                      |                      |                      |                      |
| Totaux LNH | Totaux LNH                   | Totaux LNH | 5  | 1                | 1                | 2                | 263              | 11               | 2,51             |                  | 0                | 0                |                  |   |                      |                      |                      |                      |                      |                      |                      |                      |                      |

## Transactions en carrière
- Le 9 novembre 1926 : signe avec les Rangers de New York.
- En septembre 1928 : droits vendus aux Bulldogs de Windsor (CPHL) par les Rangers.
- Le 1er février 1930 : prêté aux Maroons de Montréal par les Bulldogs pour remplacer Clint Benedict, blessé.
- Le 21 novembre 1930 : prêté aux Olympics de Détroit (CPHL) par les Bulldogs.
- Le 12 novembre 1933 : prêté aux Americans de New York par les Bulldogs pour remplacer Roy Worters, blessé.
- Le 20 décembre 1933 : prêté aux Red Wings de Détroit par les Bulldogs pour remplacer John Ross Roach, blessé.
- Le 17 décembre 1933 : prêté aux Red Wings de Détroit par les Bulldogs pour remplacer John Ross Roach, blessé.
- Le 16 février 1936 : prêté aux Canadiens de Montréal par les Indians de Springfield (Can-Am) pour remplacer Wilf Cude, blessé.